# Juliana Paes
Juliana Couto Paes (Rio Bonito, 26 de março de 1979) é uma atriz brasileira. Conhecida principalmente pelo seus trabalhos na televisão e no cinema, recebendo diversos prêmios, incluindo um de melhor atriz no conceituado Festival de Cinema de Gramado.
Seus primeiros trabalhos de destaque foram como a empregada Rita em Laços de Família (2000) e como a alpinista social Karla em O Clone (2001). Em 2003, ganhou uma nova projeção nacional interpretando Jacqueline Joy na telenovela Celebridade; papel que fez sucesso entre o público masculino e rendeu a Paes em 2004 um ensaio para a revista Playboy, cuja edição foi uma das mais vendidas daquele ano. Em 2005, interpretou a falsa beata e ninfomaníaca Creuza na telenovela América, o que rendeu para Paes o posto de garota-propaganda da marca de cerveja Antarctica (a "Boa"), na qual atuou por alguns anos. Em 2009, Paes ganhou sua primeira protagonista, a indiana Maya Meetha, na telenovela Caminho das Índias, sendo bastante elogiada pela crítica especializada.
Em 2012, a beleza de Paes voltou a ser explorada, desta vez no remake de Gabriela, adaptação do romance homônimo de Jorge Amado, na qual viveu a personagem principal. Entre 2015 e 2022, Paes conquistou o público e a crítica interpretando mulheres de personalidade forte, como a empresária Carolina Castilho em Totalmente Demais (2015); a explosiva Bibi Perigosa – mulher que se envolve no mundo do tráfico, inspirada na vida real de Fabiana Escobar – em A Força do Querer; a vendedora de bolos Maria da Paz em A Dona do Pedaço; a selvagem Maria Marruá no remake de Pantanal; e a cafetina Jacutinga no reboot de Renascer.

## Biografia
Juliana Couto Paes nasceu em 26 de março de 1979 em Rio Bonito, na Região Metropolitana do Rio de Janeiro. É a filha mais velha da dona de casa Regina Couto Paes e do policial militar Carlos Henrique Paes. Seus pais viviam em Cabo Frio, onde estavam quando a bolsa amniótica de Regina se rompeu. Seu médico obstetra estava em Rio Bonito, para onde foram e onde a atriz nasceu. Após seu nascimento, viveu quatro anos em Cabo Frio. Juliana tem três irmãos: Rosana, Mariana e Carlos Henrique Júnior. Em entrevistas, declarou ter passado parte da infância em São Gonçalo, a adolescência em Niterói, e que passava os finais de semana e as férias no sítio de sua avó, em Itaboraí. Aos dezoito anos mudou-se com a família para o Rio de Janeiro.[carece de fontes?]
Paes possui ascendência árabe, indígena e espanhola e portuguesa.

## Carreira

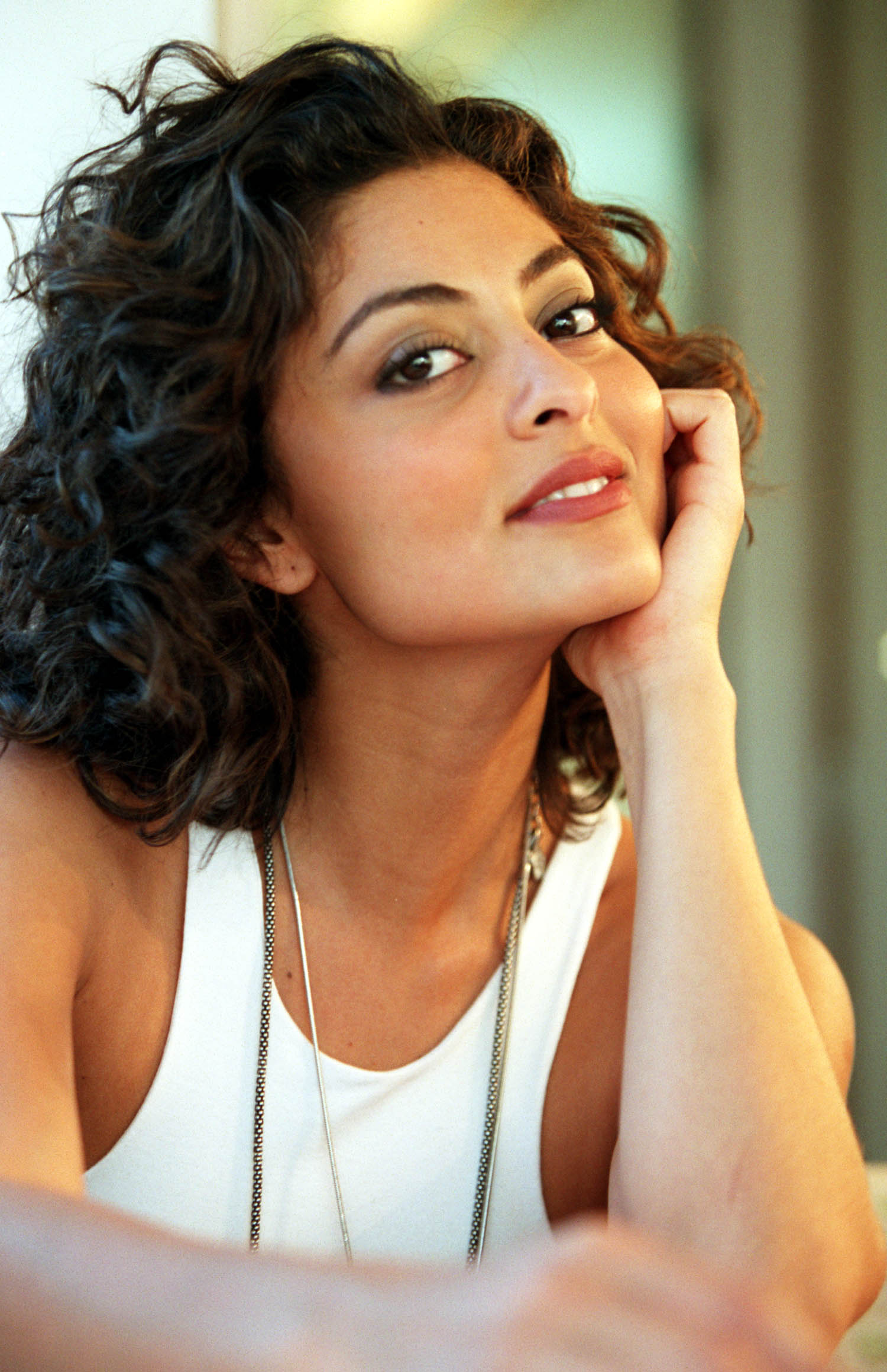
Paes nas gravações de Mais uma vez Amor em 2005.

Começou a carreira como figurante em 1998 na novela teen Malhação. Se formou dois anos depois em publicidade pela Escola Superior de Propaganda e Marketing, porém, não exerceu, já que logo depois foi chamada para sua primeira novela Laços de Família.
Ficou nacionalmente conhecida pelas suas atuações em telenovelas da TV Globo e pela sua beleza e sensualidade. Foi capa da revista Playboy em maio de 2004.
Protagonizou a campanha "Sou da Boa", da cerveja Antarctica produzida pela AmBev. No mesmo ano, estreava como rainha de bateria da Viradouro, onde esteve por cinco anos.
Em 2003 interpretou a manicure Jaqueline Joy na novela Celebridade, fazendo grande sucesso na dobradinha com Deborah Secco.↵Em 2006, foi eleita uma das cem personalidades mais sensuais do mundo, segundo a revista norte-americana People. Depois deste destaque internacional, a atriz contratou um empresário, mostrando intenções de iniciar uma carreira de atriz nos EUA. Na televisão foi uma das protagonistas de Pé na Jaca, de Carlos Lombardi. No mesmo ano protagonizou um escândalo ao comparecer sem calcinha a um congresso de manicures durante a feira Beauty Fair. A foto rendeu indenização a atriz pelas palavras de conteúdo ofensivo que acompanharam as reportagens na época. Após o escândalo, ela viajou para Nova Iorque com a amiga, também atriz Deborah Secco. Também em 2006 e 2007, foi eleita pelos leitores da revista masculina VIP, a "Mulher mais Sexy do Mundo", caindo de lugar em 2008 (22° lugar) e ficando em segundo lugar em 2009, perdendo apenas para a atriz Grazi Massafera. Em 2012, novamente alcançou o primeiro posto na publicação.
Em 2009, entrou para o seleto grupo de protagonistas das novela das oito da TV Globo ao interpretar Maya, em Caminho das Índias, novela de Glória Perez ganhadora do Emmy 2009. A atriz estrelou diversas campanhas publicitárias entre elas Colorama e Hope. Foi a garota propaganda da grife Arezzo e da grife de jóias Vivara. Foi considerada pela Revista Época uma dos 100 brasileiras mais influentes do ano de 2009. No dia 24 de setembro de 2010, Juliana Paes estreou o programa Por um fio, na GNT. Após o nascimento do seu primeiro filho, Juliana retornou à televisão, em setembro de 2011, em uma participação no remake da novela O Astro.

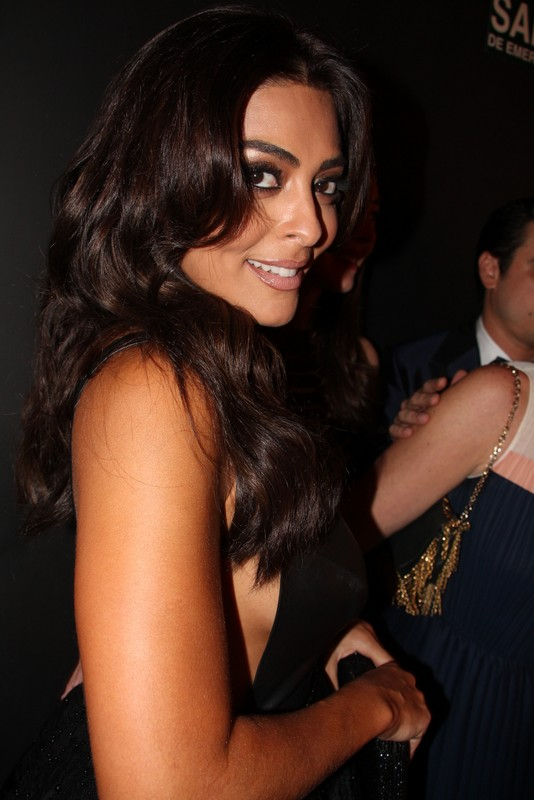
Paes em 2015

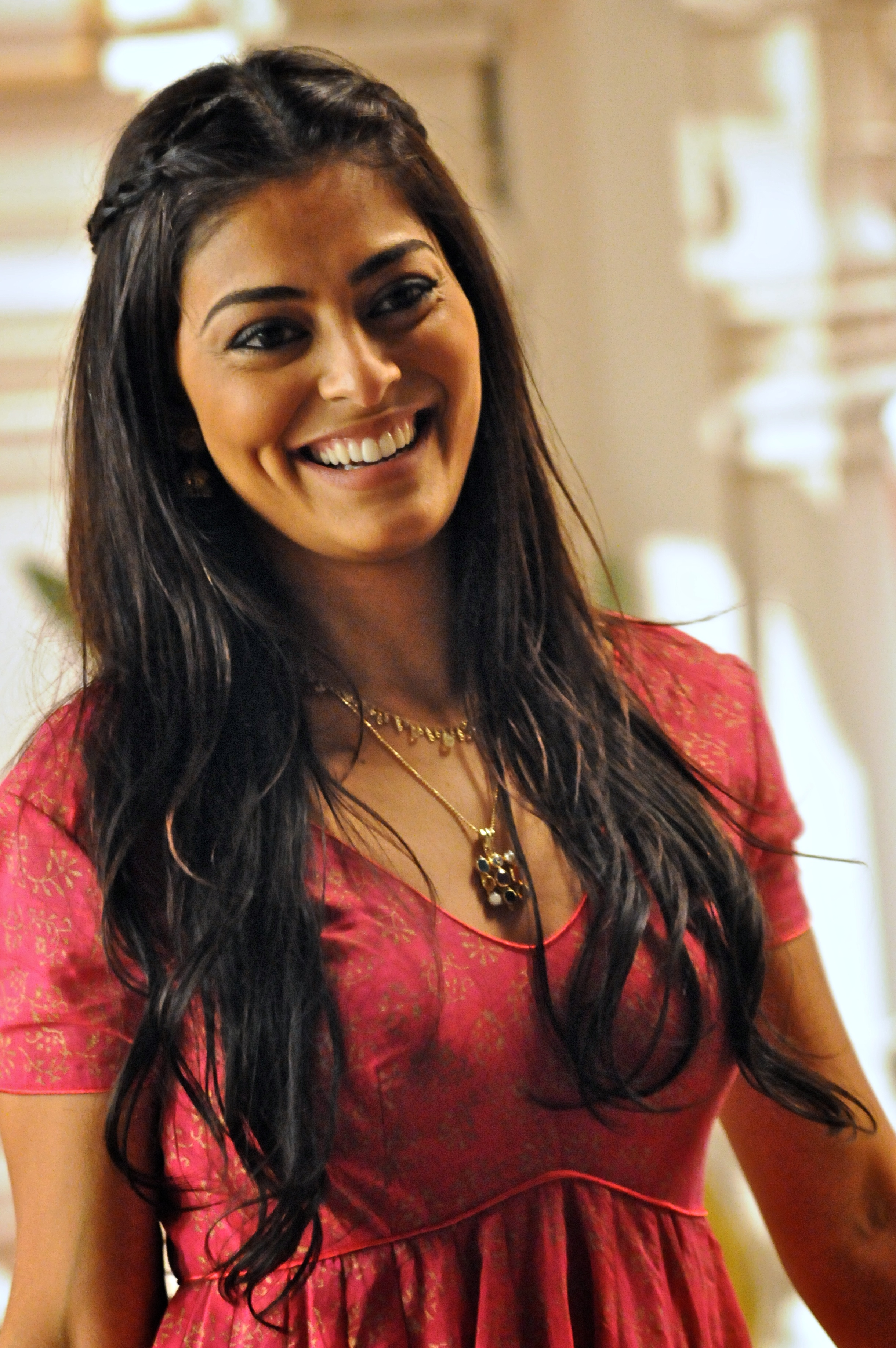
Paes no bate-papo "Café com Glória Perez" sobre a novela Caminho das Índias em 2008.

Em 2012, estrelou o episódio "A Justiceira de Olinda" na série As Brasileiras de Daniel Filho, interpretando Janaína, além de protagonizar o remake de Gabriela, escrita por Walcyr Carrasco sob direção de Roberto Talma e Mauro Mendonça Filho. A trama das 23h, inspirada no romance Gabriela, Cravo e Canela, de Jorge Amado, foi um grande sucesso, com Juliana exibindo sua sensualidade.
Em 2014, antes mesmo de acabar a licença maternidade, aceitou o convite do diretor Luiz Fernando Carvalho para protagonizar o reboot de Meu Pedacinho de Chão, do autor Benedito Ruy Barbosa. Ainda em 2014, apresenta ao lado de Márcio Garcia nova versão do Globo de Ouro no Canal Viva.
Em 2015 interpretou a vilã Carolina, na novela Totalmente Demais, onde viveu um quadrado amoroso, ao lado de Marina Ruy Barbosa, Fábio Assunção e Felipe Simas.
No ano de 2017 retoma sua parceria com Glória Perez ao viver Fabiana Escobar conhecida como Bibi Perigosa na novela das nove A Força do Querer da TV Globo. A trama alcançou altos índices de audiência, e sua personagem tornou-se muito popular, ao lado das atrizes Isis Valverde e Paolla Oliveira. Retornou ao Carnaval como rainha de bateria da Grande Rio nos anos de 2018 e 2019.
Em 2019 retorna sua parceria com Walcyr Carrasco onde viveu a batalhadora Maria da Paz, protagonista título da novela das nove A Dona do Pedaço, onde forma um triângulo amoroso com Marcos Palmeira e Reynaldo Gianecchini.
Em março de 2022 a atriz alterou seu contrato com a Globo, depois de 21 anos, que deixou de ser fixo para contrato por obra. No mesmo ano, a atriz interpreta Maria Marruá no remake Pantanal.

## Vida pessoal
Em 9 de setembro de 2008, Juliana se casou com o empresário Carlos Eduardo Baptista.
No dia 16 de dezembro de 2010, nasceu seu primeiro filho, Pedro, por meio de uma cesariana na cidade do Rio de Janeiro.
No final de 2012 a atriz afirmou estar novamente grávida Em 21 de julho de 2013, nasceu o segundo filho do casal, Antônio, na maternidade Perinatal da Barra da Tijuca, mesmo hospital onde a atriz deu à luz Pedro.
Quanto à religião, Paes declara ter sido criada na umbanda, e que frequenta os cultos em terreiros desde os dois anos de idade; "A minha avó era chefe de terreiro. Toda a minha descoberta espiritual foi através deste fio." A atriz já declarou gostar de literatura espírita e acredita em reencarnação.

## Filmografia

### Televisão
| Ano       | Título                   | Personagem                             | Nota                                       |
| --------- | ------------------------ | -------------------------------------- | ------------------------------------------ |
| 1998      | Malhação                 | Aluna da academia (Figuração)          | Temporada 4                                |
| 2000      | Laços de Família         | Rita de Cássia (Ritinha)               |                                            |
| 2001      | O Clone                  | Karla Santos                           |                                            |
| 2001      | Brava Gente              | Rosinha                                | Episódio: "A Morte da Porta Estandarte"    |
| 2003      | A Casa das Sete Mulheres | Teiniaguá                              |                                            |
| 2003      | Os Normais               | Marialva                               | Episódio: "As Taras Que o Tarado Tara"     |
| 2003      | Celebridade              | Jaqueline da Silva Leitão (Jacky Joy)  |                                            |
| 2005      | América                  | Creusa Regina de Sá                    |                                            |
| 2005      | Levando a Vida           | Grace Kelly                            | Especial de fim de ano                     |
| 2006      | Pé na Jaca               | Guinevere Ataliba dos Santos (Gui)     |                                            |
| 2007      | Toma Lá, Dá Cá           | Suellen / Abapuana                     | Episódio: "30 de outubro"                  |
| 2008      | Dicas de um Sedutor      | Vera Lúcia                             | Episódio: "Falta Homem"                    |
| 2008      | Duas Caras               | Ela mesma                              | Episódio: "30 de janeiro"                  |
| 2008      | A Favorita               | Maíra Carvalho                         | Episódios: "2 de junho–21 de agosto"       |
| 2009      | Caminho das Índias       | Maya Meetha                            |                                            |
| 2010      | Zorra Total              | Ela mesma                              | Episódio: "2 de janeiro"                   |
| 2010      | Por Um Fio               | Apresentadora                          |                                            |
| 2011      | O Astro                  | Nina Moratti                           |                                            |
| 2012      | As Brasileiras           | Janaína                                | Episódio: "A Justiceira de Olinda"         |
| 2012      | Gabriela                 | Gabriela                               |                                            |
| 2013      | A Mulher da Sua Vida     | Várias personagens                     | Episódio: "29 de dezembro"                 |
| 2014      | Meu Pedacinho de Chão    | Maria Catarina Napoleão                |                                            |
| 2014      | Globo de Ouro Palco VIVA | Apresentadora                          |                                            |
| 2015      | Totalmente Demais        | Carolina Castilho                      |                                            |
| 2017      | Dois Irmãos              | Zana Rahal (jovem)                     |                                            |
| 2017      | A Força do Querer        | Fabiana Duarte Feitosa (Bibi Perigosa) |                                            |
| 2017      | Festeja Brasil           | Apresentadora                          | Especial de fim de ano                     |
| 2018      | Espelho da Vida          | Ela mesma                              | Episódio: "25 de setembro"                 |
| 2019      | Caldeirão de Ouro        | Apresentadora                          |                                            |
| 2019      | A Dona do Pedaço         | Maria da Paz Sobral Ramirez            |                                            |
| 2022–2023 | Caldeirão com Mion       | Jurada                                 | Quadro: "Caldeirola"                       |
| 2022      | Pantanal                 | Maria Marruá                           | Episódios: "28 de março–14 de abril"       |
| 2022      | Vem que Tem              | Apresentadora                          |                                            |
| 2024      | Renascer                 | Jacutinga de Arrabal                   | Episódios: "22 de janeiro–17 de fevereiro" |
| 2024      | Pedaço de Mim            | Liana Azevedo Rosenthal                |                                            |
| 2024      | Vidas Bandidas           | Bruna Ferreira                         |                                            |
| 2024      | Vem que Tem              | Mamãe Noel                             | História: Brastemp                         |
| 2025      | Tributo                  | Ela mesma                              | Episódio: "Walcyr Carrasco"                |
| 2025      | Os Donos do Jogo         |                                        |                                            |

### Cinema
| Ano  | Título                                         | Personagem                   | Nota                                    |
| ---- | ---------------------------------------------- | ---------------------------- | --------------------------------------- |
| 2005 | Mais uma Vez Amor                              | Lia                          |                                         |
| 2006 | Casseta & Planeta: Seus Problemas Acabaram!    | Banhista na praia            |                                         |
| 2007 | A Casa da Mãe Joana                            | Dolores Sol                  |                                         |
| 2008 | Kung Fu Panda                                  | Tigresa (voz)                | Dublagem                                |
| 2010 | Kung Fu Panda: Especial de Natal               | Tigresa (voz)                | Dublagem                                |
| 2010 | Desenrola                                      | Tia Solange                  |                                         |
| 2010 | Amor por Acaso                                 | Ana                          | Também se dublou na dublagem brasileira |
| 2013 | A Casa da Mãe Joana 2                          | Dolores Sol                  |                                         |
| 2013 | Contos Hope                                    | Ela mesma                    | Curta-metragem                          |
| 2015 | A Despedida                                    | Fátima (Morena)              |                                         |
| 2017 | Oitavo - Filme                                 | A Curiosa                    | Curta-metragem                          |
| 2017 | Dona Flor e Seus Dois Maridos                  | Florípedes Paiva (Dona Flor) |                                         |
| 2017 | Uma Família Feliz                              | Emma                         | Dublagem                                |
| 2021 | Amor Sem Medida                                | Ivana Alvarenga              |                                         |
| 2021 | Os Croods 2                                    | Esperança Bemelhor           | Dublagem                                |
| 2022 | Predestinado – Arigó e o Espírito do Dr. Fritz | Arlete André de Freitas      |                                         |

### Internet
| Ano  | Título                      | Personagem         | Nota               |
| ---- | --------------------------- | ------------------ | ------------------ |
| 2014 | A Natureza Está Falando     | Narradora (A Flor) | Episódio: "Flor"   |
| 2016 | Totalmente Sem Noção Demais | Carolina Castilho  | Episódio: "Sapeca" |

### Vídeos musicais
| Ano  | Canção                   | Artista                       |
| ---- | ------------------------ | ----------------------------- |
| 2003 | "Pra Mudar a Minha Vida" | Zezé Di Camargo & Luciano     |
| 2020 | "Éramos Chuva"           | As Bahias e a Cozinha Mineira |
| 2020 | "Localizei"              | Ivete Sangalo                 |

## Teatro
| Ano     | Peça          | Personagem |
| ------- | ------------- | ---------- |
| 2007–08 | Os Produtores | Ulla       |

## Discografia
| Ano  | Título                                            | Álbum                              |
| ---- | ------------------------------------------------- | ---------------------------------- |
| 2022 | "Cheia de Manias" (Raça Negra part. Juliana Paes) | O Mundo Canta Raça Negra (Ao Vivo) |

## Prêmios e indicações
| Ano  | Prêmio                                       | Categoria                             | Trabalho                       | Resultado |
| ---- | -------------------------------------------- | ------------------------------------- | ------------------------------ | --------- |
| 2006 | Prêmio Contigo! de TV                        | Melhor Atriz Coadjuvante              | América                        | Indicada  |
| 2006 | Meus Prêmios Nick                            | Gata do Ano                           | América                        | Indicada  |
| 2007 | Prêmio Qualidade Brasil                      | Melhor Atriz de Teatro – Musical      | Os Produtores                  | Indicada  |
| 2007 | Prêmio Contigo! de TV                        | Melhor Atriz                          | Pé na Jaca                     | Indicada  |
| 2007 | Prêmio Contigo! de TV                        | Par Romântico (com Murilo Benício)    | Pé na Jaca                     | Indicada  |
| 2007 | Prêmio Extra de Televisão                    | Melhor Atriz                          | Pé na Jaca                     | Indicada  |
| 2009 | Meus Prêmios Nick                            | Gata do Ano                           | Caminho das Índias             | Venceu    |
| 2009 | Troféu ISTOÉ - Brasileiros do Ano            | Personalidade do Ano                  | Caminho das Índias             | Venceu    |
| 2009 | Prêmio Arte Qualidade Brasil                 | Melhor Atriz                          | Caminho das Índias             | Venceu    |
| 2009 | Melhores do Ano                              | Melhor Atriz                          | Caminho das Índias             | Indicada  |
| 2009 | Prêmio Extra de Televisão                    | Melhor Atriz                          | Caminho das Índias             | Indicada  |
| 2009 | Prêmio Quem de Televisão                     | Homenagem                             | Caminho das Índias             | Venceu    |
| 2010 | Troféu Internet                              | Melhor Atriz                          | Caminho das Índias             | Venceu    |
| 2010 | Troféu Imprensa[carece de fontes?]           | Melhor Atriz                          | Caminho das Índias             | Indicada  |
| 2010 | Prêmio Contigo! de TV                        | Melhor Atriz                          | Caminho das Índias             | Indicada  |
| 2012 | Prêmio Quem de Televisão                     | Melhor Atriz                          | Gabriela                       | Indicada  |
| 2013 | Prêmio Contigo! de TV                        | Melhor Atriz                          | Gabriela                       | Indicada  |
| 2014 | Prêmio Extra de Televisão                    | Melhor Atriz                          | Meu Pedacinho de Chão          | Indicada  |
| 2014 | Prêmio Quem de Televisão                     | Melhor Atriz                          | Meu Pedacinho de Chão          | Indicada  |
| 2014 | Melhores do UOL e PopTevê                    | Melhor Atriz                          | Meu Pedacinho de Chão          | Indicada  |
| 2014 | Prêmio Contigo! de TV                        | Melhor Atriz de Novela                | Meu Pedacinho de Chão          | Indicada  |
| 2014 | Prêmio F5                                    | Atriz Coadjuvante do Ano (novela)     | Meu Pedacinho de Chão          | Indicada  |
| 2014 | Festival de Gramado                          | Melhor Atriz                          | A Despedida                    | Venceu    |
| 2015 | Los Angeles Brazilian Film Festival          | Melhor Atriz                          | A Despedida                    | Venceu    |
| 2016 | Sociedade Brasileira de Odontologia Estética | Sorriso do Ano                        | Juliana Paes                   | Venceu    |
| 2016 | Troféu AIB de Imprensa                       | Melhor Atriz                          | Totalmente Demais              | Venceu    |
| 2017 | BreakTudo Awards                             | Atriz Favorita                        | A Força do Querer              | Venceu    |
| 2017 | Troféu APCA                                  | Melhor Atriz                          | A Força do Querer              | Venceu    |
| 2017 | Troféu ISTOÉ - Brasileiros do Ano            | Televisão                             | A Força do Querer              | Venceu    |
| 2017 | Melhores do Ano                              | Melhor Atriz de Novela                | A Força do Querer              | Indicada  |
| 2017 | Prêmio Extra de Televisão                    | Melhor Atriz                          | A Força do Querer              | Venceu    |
| 2017 | Prêmio F5                                    | Melhor Atriz de Novela                | A Força do Querer              | Venceu    |
| 2017 | Troféu UOL TV e Famosos                      | Melhor Atriz                          | A Força do Querer              | Indicada  |
| 2017 | Melhores do Ano Minha Novela                 | Melhor Atriz (publico e júri)         | A Força do Querer              | Venceu    |
| 2017 | Melhores do Ano NaTelinha                    | Melhor Atriz                          | A Força do Querer              | Venceu    |
| 2017 | Jornal Diário Gaúcho                         | Melhor Atriz                          | A Força do Querer              | Venceu    |
| 2017 | Troféu Vídeo Show                            | Melhor Barraco                        | A Força do Querer              | Venceu    |
| 2017 | Troféu Vídeo Show                            | Melhores Rivais (com Paolla Oliveira) | A Força do Querer              | Venceu    |
| 2017 | Prêmio Gshow                                 | Crush do Ano                          | A Força do Querer              | Indicada  |
| 2017 | Prêmio Gshow                                 | Shipp do Ano (com Rodrigo Lombardi)   | A Força do Querer              | Indicada  |
| 2017 | Prêmio Contigo! Online                       | Melhor Atriz de Novela                | A Força do Querer              | Venceu    |
| 2018 | Prêmio TV Foco                               | Melhor Atriz                          | A Força do Querer              | Venceu    |
| 2018 | Troféu Internet                              | Melhor Atriz                          | A Força do Querer              | Venceu    |
| 2018 | Troféu Imprensa                              | Melhor Atriz                          | A Força do Querer              | Venceu    |
| 2019 | Soap France Awards                           | Melhor Atriz Internacional            | Caminho das Índias             | Indicada  |
| 2019 | Troféu AIB de Imprensa                       | Melhor Atriz                          | A Dona do Pedaço               | Venceu    |
| 2019 | Melhores do Ano                              | Atriz de Novela                       | A Dona do Pedaço               | Venceu    |
| 2019 | Prêmio F5                                    | Atriz de Novela                       | A Dona do Pedaço               | Venceu    |
| 2019 | Prêmio Contigo! Online                       | Melhor Atriz de Novela                | A Dona do Pedaço               | Indicada  |
| 2019 | Jornal Diário Gaúcho                         | Melhor Atriz                          | A Dona do Pedaço               | Venceu    |
| 2019 | Prêmio Área VIP                              | Melhor Atriz                          | A Dona do Pedaço               | Venceu    |
| 2019 | Melhores do Ano Minha Novela                 | Melhor Atriz                          | A Dona do Pedaço               | Venceu    |
| 2022 | Prêmio iBest                                 | Influenciador Rio de Janeiro          | Juliana Paes                   | Indicada  |
| 2022 | SEC Awards                                   | Destaque em TV                        | Pantanal                       | Indicada  |
| 2023 | Troféu Internet                              | Melhor Atriz de Novela                | Pantanal                       | Pendente  |
| 2023 | Prêmio iBest                                 | Protagonista Influenciador            | Pantanal                       | Indicada  |
| 2023 | Festival Sesc Melhores Filmes                | Melhor Atriz Nacional                 | Predestinado                   | Indicada  |
| 2024 | Prêmio Geração Glamour                       | Estrela do Cinema                     | Pedaço de Mim / Vidas Bandidas | Venceu    |
| 2024 | Prêmio Noticiasdetv.com                      | Melhor Atriz Protagonista             | Pedaço de Mim / Vidas Bandidas | Venceu    |
| 2024 | Melhores do Ano - Duh Secco                  | Melhor Participação Especial          | Renascer                       | Venceu    |
| 2024 | BreakTudo Awards                             | Melhor Atriz Nacional                 | Pedaço de Mim                  | Indicada  |
| 2024 | Splash Awards                                | Melhor Atuação em Novela              | Pedaço de Mim                  | Venceu    |
| 2024 | Melhores do Ano Natelinha                    | Melhor Atriz                          | Pedaço de Mim                  | Venceu    |
| 2024 | Prêmio F5                                    | Melhor Atuação em Novela              | Pedaço de Mim                  | Indicada  |
| 2024 | Prêmio Cariocas do Ano                       | Televisão                             | Pedaço de Mim                  | Venceu    |
| 2024 | Troféu Sala de TV                            | Melhor Atriz                          | Pedaço de Mim                  | Venceu    |
| 2024 | Melhores do Ano - Retrospectiva GENTE        | Atriz do Ano                          | Pedaço de Mim                  | Venceu    |
| 2025 | Prêmio iBest                                 | Protagonista Influenciador            | Pedaço de Mim                  | Pendente  |
| 2025 | SEC Awards                                   | Melhor Atriz em Série Nacional        | Pedaço de Mim                  | Pendente  |
| 2025 | Troféu Internet                              | Melhor Atriz                          | Renascer                       | Indicada  |

### Honras

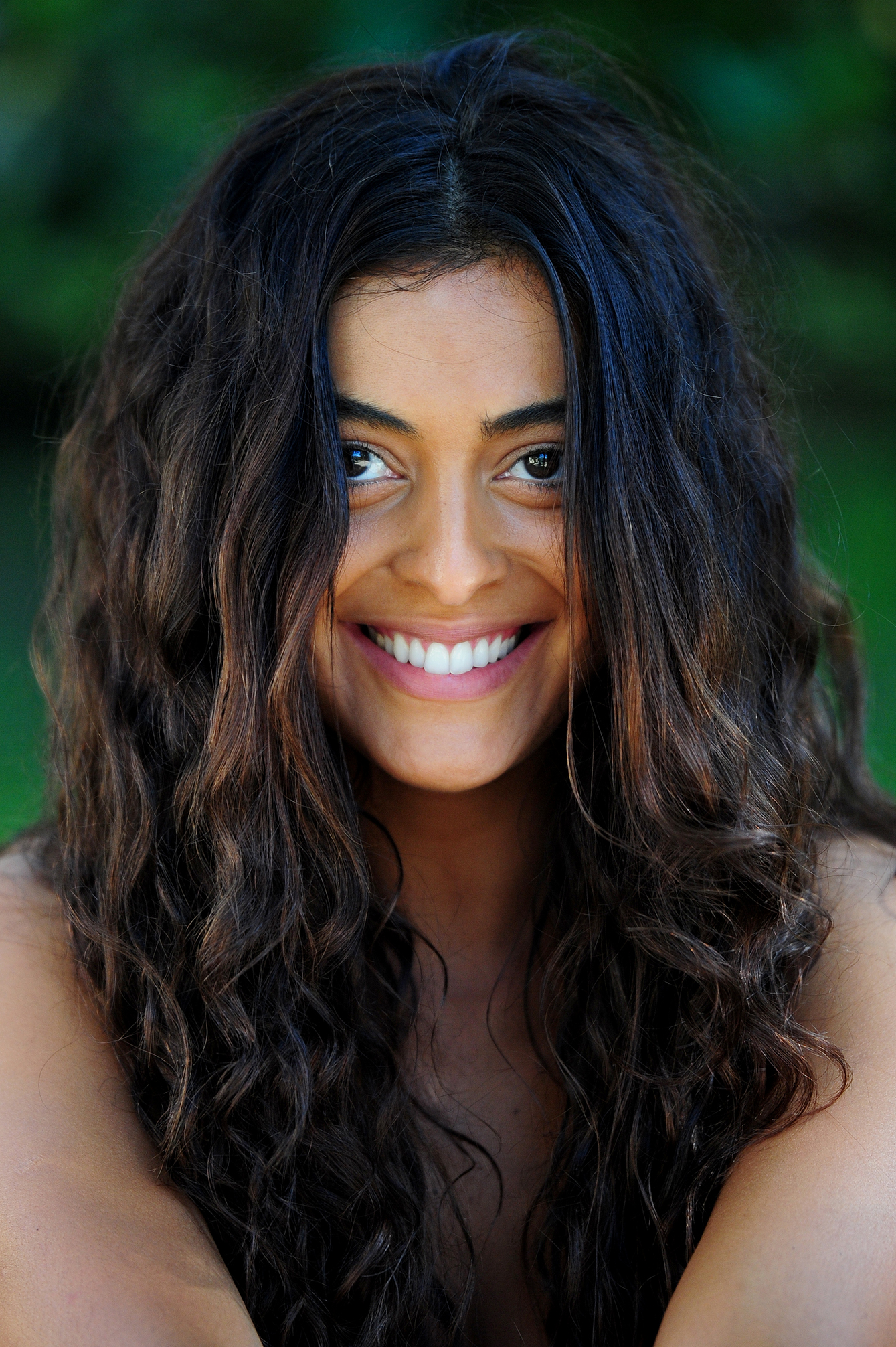
Juliana em Gabriela de 2012.

- Eleita a "Única Brasileira na lista das 100 pessoas mais bonitas do mundo" em 2006 pela People.[134]
- "As 100 pessoas mais influentes do Brasil em 2009", eleita pela revista Época.
- Eleita a Personalidade do Ano pela ISTOÉ em 2009.
- Eleita pela revista ISTOÉ Gente a mulher mais sexy do Brasil do ano de 2012.[135]
- Eleita pela revista VIP a "Mulher Mais Sexy do Mundo" em 2012,[136] em 2006, e em 2007.[137]
- "A 14ª celebridade mais influente da internet" , eleita em 2016.[138]
- Eleita a 6ª Brasileira Mais Bela e Sensual pelo portal R7, em 2016.[139]
- Eleita pelo Google como a 6ª "Celebridade da Mídia mais influente no Brasil" em 2017.[140]
- Eleita a 9ª personalidade do ano no ranking do iG Gente em 2017.
- "A 15ª Celebridade Mais Bem Vestida do Ano" em 2017", eleita pela Revista da Mulher.[141]
- A 12ª  mulher mais sexy de 2018" , eleita pelo site masculino El Hombre.[142]